# Каруна Василь Петрович
Василь Петрович Каруна (1899, Таубівська станиця — 2 жовтня 1943, Дніпропетровськ) — генерал-майор (14.02.1943), учасник Другої світової війни, командир ряду з'єднань РСЧА, остання посада — командир 152-ї стрілецької дивізії, загинув при підготовці операції по форсуванню Дніпра.

## Біографія
Народився 27 квітня 1899 року в Таубівській станиці Області Війська Донського (1917—1938 — Морозовська станиця, після 1938 — Морозовськ, місто у Ростовській області).
У 1913 році став ремонтним робочим у Таубівському депо.

## Військова служба

### Російська громадянська війна
У грудні 1917 року Каруна вступив до Морозівського загону Червоної гвардії. У його складі брав участь у боях й роззброєнні донських козаків, що поверталися з німецько-російського фронту в районах Нижньо-Чирська, Василівські рудники, станцій Тацинська й Біла Калитва. У вересні 1918 року вступив із загоном до Червоної Армії та був зарахований червоноармійцем до 10-го Морозівського залізничного полку, у тому ж році був кулеметником на броньовику «Лисиця». Брав участь у боях із військами генерала Антона Денікіна у районі станції Морозівська та під Царицином. У вересні 1919 року під Царицином отримав поранення у ноги й був госпіталізований. Після лікування служив санітаром у 1-й Морозівській санітарній летючці 10-го Морозовського полку.

### Міжвоєнний час
З серпня 1920 по вересень 1923 року навчався у 2-й Борисоглібсько-Петроградській кавалерійській школі, після якої був призначений командиром кулеметного взводу 61-го кавалерійського полку 8-ї кавалерійської дивізії Туркестанського фронту. Брав участь у боях із басмачами у Східній Бухарі. У 1925 році там же знищував банду Мустафакула. За ці бої в 1929 році він був нагороджений позолоченою шашкою від Військової ради ПриВО. Член ВКП(б) з 1926 року. Після лікування повернувся у полк, де був призначений начальником господарської команди полку.
З травня 1926 року Каруна проходив службу в 43-му кавалерійському полку 8-ї кавалерійської дивізії ПриВО в Оренбурзі командиром кулеметного взводу, тимчасово виконувач посаду командира кулеметного ескадрону й тимчасово виконувач посаду командира шабельного ескадрону. У жовтні 1927 року був переведений у 47-й кавалерійський полк Троїцька на посаду командира ескадрону. З жовтня 1930 по червень 1931 роки перебував на навчанні на кавалерійських КУКС РСЧА у Новочеркаську, потім був призначений у 43-й кавалерійський полк 11-ї кавалерійської дивізії ПриВО й служив у ньому помічником начальника й тимчасово виконуючим посаду начальника штабу полку, помічником командира полку з господарської частини.

### Радянське вторгнення у Польщу 1939 року
У листопаді 1935 року 43-й кавалерійський полк у складі 11-ї кавалерійської дивізії було передислоковано до міста Пуховичі у Білорусі, а Каруна призначений начальником штабу полку. У жовтні 1938 році переведений у 4-ту козацьку дивізію 6-го кавалерійського корпусу на посаду командира 20-го козацького полку, потім там же командував 77-м кавалерійським полком.
На останній посаді брав участь в окупації Червоною армією Західної Білорусі у 1939 році. Бувши у передовому загоні дивізії, 23 вересня 1939 року майор Каруна провів каральну операцію відрізання польського війська, що відходило Августовськими лісами до литовського кордону й знищити його. У результаті бою було знищено до 300 польських військових, взято в полон понад 500, а також 255 гвинтівок, 200 гранат, п'ять станкових кулеметів, 140 коней. З липня 1940 році Каруна вступив у командування 128-м взводом полком 29-ї моторизованої дивізії ЗахОВО.

### Німецько-радянська війна
На початку війни 29-та моторизована дивізія у складі 6-го механізованого корпусу 10-ї армії Західного фронту вела оборонні бої в районі Гродно, Ліда, Новогрудок. Наприкінці червня 1941 року дивізія потрапила в оточення. У кінці липня 1941 року полковник Каруна вступив у тимчасове командування полком 108-ї стрілецької дивізії Західного фронту. З 7 серпня 1941 року перебував у шпиталі після поранення, потім у відпустці, а з 27 вересня по 22 листопада 1941 році — на навчанні в Академії Генштабу РККА ім. Климента Ворошилова, потім був зарахований у розпорядження ГУК зі прикомандируванням до Інспекції кавалерії Червої армії. У грудні 1941 року він призначений тимчасово виконуючим посаду командира 113-ї кавалерійської дивізії в місті Благовіщенськ.
З червня 1942 року знову був у розпорядженні Інспекції кавалерії Червоної армії, а 12 серпня направлений у розпорядження Військового ради Воронізького фронту. У тому ж місяці вступив у командування 195-ї стрілецької дивізії, що вела запеклі наступальні й оборонні бої за Вороніж. На початку жовтня 1942 року дивізія була виведена в резерв Ставки ВГК і передислокована до міста Балашов Саратовської області, де перебувала на доукомплектуванні. 21 листопада 195-та стрілецька дивізія увійшла до складу 4-го гвардійського стрілецького корпусу 1-ї гвардійської армії Південно-Західного фронту й була перекинута в район Бутурлинівки, Калача, Вороб'ївка Воронізької області.
З 16 грудня 1942 року дивізія, діючи в складі Воронізького, а з 19 грудня Південно-Західного фронтів, перейшла у наступ, форсувала Дон, прорвала сильно укріплену оборону частин Італійської армії й протягом шести днів просунулася на 120 км, звільнивши близько 40 населених пунктів. Продовжуючи переслідування італійців, частини дивізії 29 грудня вийшли на рубіж Бондарівка, Стрільцівка, Великоцьк, де, зустрівши сильний опір резервів противника, перейшли до оборони.
У січні 1943 році частини дивізії у складі 1-ї гвардійської армії взяли участь у Ворошиловградській наступальної операції. 13 березня 1943 року генерал-майор Каруна був відсторонений від посади й у квітні призначений заступником командира 152-ї стрілецької дивізії. Потім з 17 травня 1943 року він був допущений до командування цією дивізією. У складі 34-го стрілецького корпусу 6-ї армії дивізія брала участь у Донбаської наступальної операції, у ході якої було звільнено місто Зміїв (18.08.1943). У серпні в ході цієї операції дивізія була підпорядкована 1-й гвардійській армії, у вересні вона вела бойові дії у складі 34-го, а потім 6-го гвардійського стрілецьких корпусів.

#### Битва за Дніпропетровськ 1943 року й смерть
У вересні 1943 року частини 152-ї стрілецької дивізії форсували Дніпро в межах сучасного міста Дніпро у районі Заводської набережної, Нових Кодак Новокодацького парку й мікрорайону Червоний Камінь. На місці форсування встановлено пам'ятник.
30 вересня 1943 року командир 152-ї стрілецької дивізії генерал-майор Василь Каруна виїхав із командирами полків та офіцерами штабу на рекогносцировку місцевості для форсування на правий берег у районі села Сугаківка (тепер південно-східна частина селища Обухівка). По обмілілому річищу річки вони перейшли на Зелений острів, що поріс чагарником, й почали спостерігати в біноклі правий берег. Німці помітили групу військових завдяки віддзеркаленню сонця у біноклі. Німці почали обстріл із мінометів, і офіцери штабу запропонували відійти вглиб острова. Проте Василь Каруна не прислухався до своїх підлеглих і через декілька хвилин одна з мін розірвалася зовсім близько та її осколки поранили генерала. Його терміново доправили до медсанбату, що стояв у селі Кулебівка, де виявилося, що рани смертельні. Він помер через 2 години після поранення.

### Поховання
Василь Каруна був похований на Мануйлівському кладовищі на Мануйлівському проспекті разом зі 150 радянськими воїнами (відомі прізвища тільки 46 воїнів), що заховані у 5 спільних могилах. Тут, біля сучасного виконкому Амур-Нижньодніпровського району у 1950 році було встановлено обеліски й скульптура «Воїн із вінком й каскою».
У 1946 році у парку Шевченка встановлено бронзовий бюст Василя Каруни.

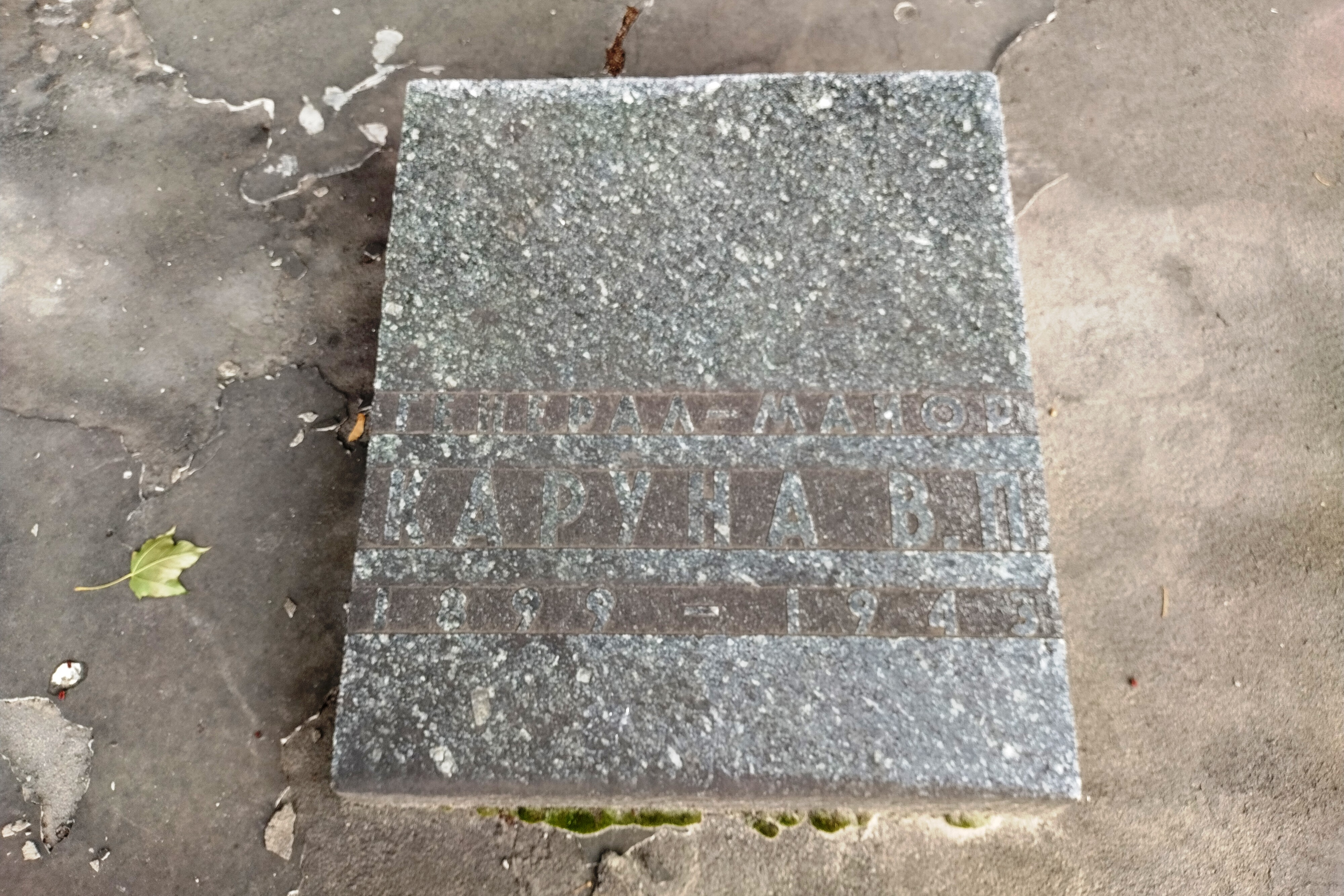
Могила В. П. Каруни в парку Соборній площі в Дніпрі

У 1967 році, коли почалася реконструкція меморіального кладовища південно-західному куту Жовтневої (Соборна) площі міста Дніпропетровська, де були встановлені мармурові надмогильні плити, встановлено пам'ятний знак, Вічний вогонь. Саме сюди була перенесена його могила.

### Нагороди
Нагороджений орденами Червоного Прапора, Суворова II ступеня, медаллю «XX років РСЧА», а також нагородною зброєю.

## Пам'ять
- У 1944—1945 роках було прийнято рішення встановити пам'ятник В. П. Каруні у Дніпропетровську. Місце для нього було обрано в парку ім. Тараса Шевченка, де було встановлено бюст у 1946 році (архітектор Г. Б. Бархін)[7].
- У кінці 1940-х років вулиця Залізнична у Дніпропетровську була перейменована на вулицю Каруни.
- Архівні документи В. П. Каруни перебувають у Музеї бойової і трудової слави Громадської організації «Фрунзенська Рада ветеранів», м. Дніпро[8].
- У місті Морозовське Ростовської області на честь військового названа одна з вулиць.

## Галерея

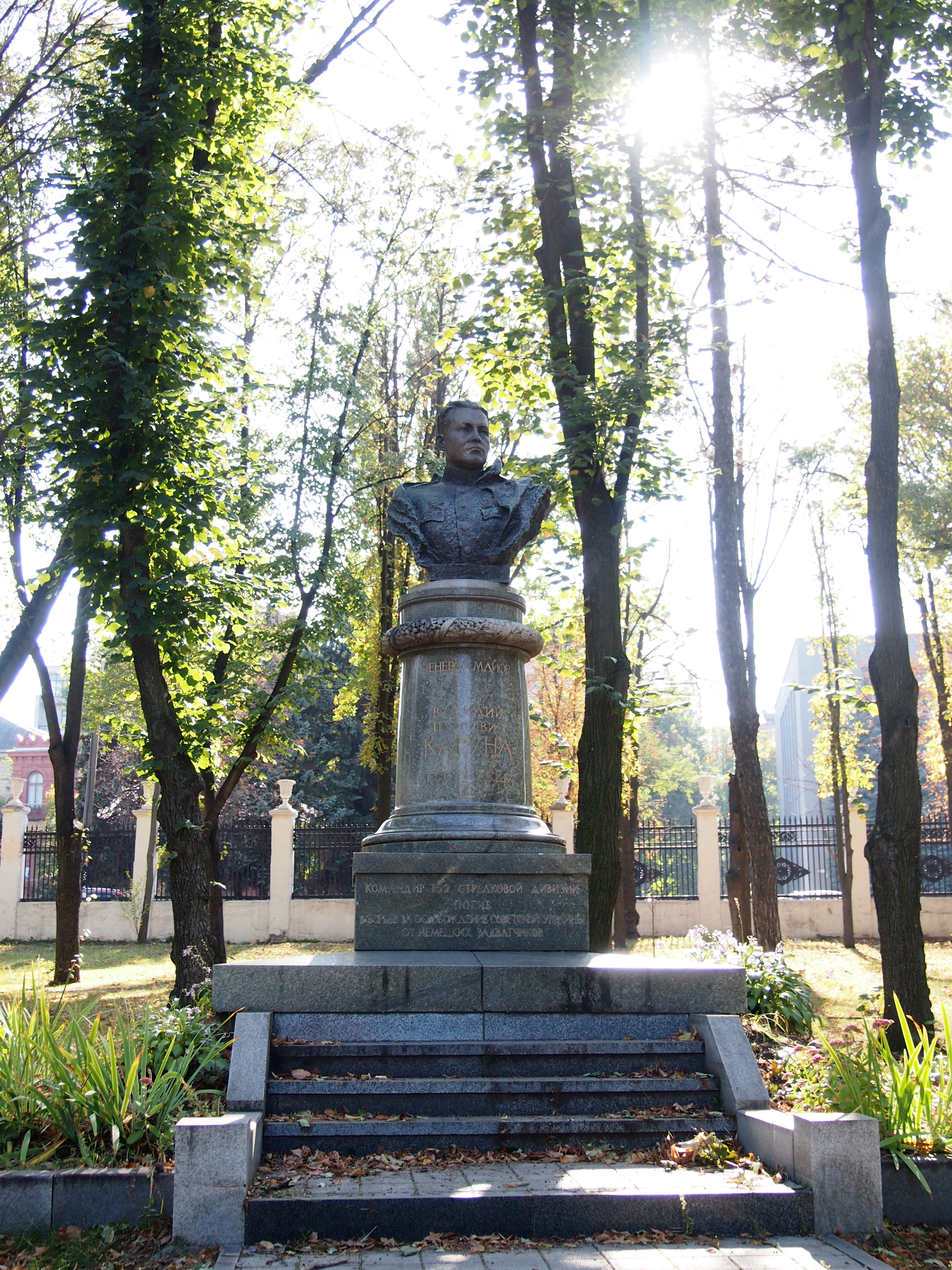
Погруддя Василю Каруні у місті Дніпро
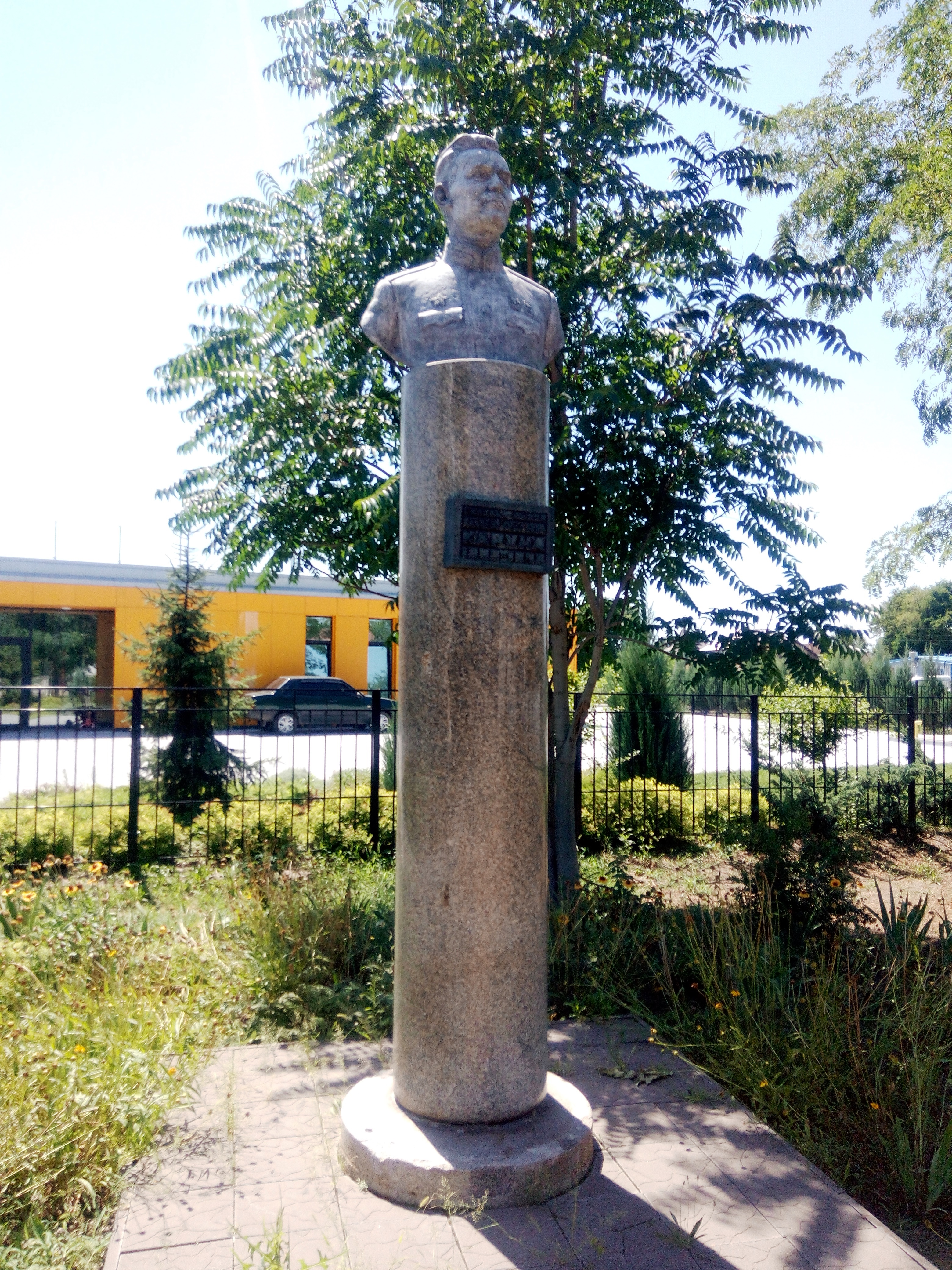
Погруддя Василю Каруні на території Обухівської середньої школи №2, селище Обухівка, Дніпропетровська область.